# Mijokusovići
Mijokusovići (cyr. Мијокусовићи) – wieś w Czarnogórze, w gminie Danilovgrad. W 2011 roku liczyła 97 mieszkańców.